# Chipoka
Chipoka es una localidad en el Distrito de Salima de la Región Central de Malaui.

## Localidades cercanas
Otras localidades en la Región Central son: Chaseta (7,8 nm), Ndembo (7,7 nm), Kalombola (5,6 nm), Lowe (5,6 nm), Mazenjele (5,6 nm), Chikanda (4,9 nm), Milala (4,9 nm), Mkangawi (4,9 nm), Mzembela (4,9 nm), Ndindi (2,0 nm), Pemba (4,9 nm) y Kachindamoto (11,7 nm).

## Demografía
| Año  | Población |
| ---- | --------- |
| 1998 | 3.986     |
| 2008 | 5.132     |